# Perforador
Un perforador és un aparell de laboratori dissenyat per realitzar extraccions líquid-líquid, especialment el de tipus discontinu. Consta essencialment d'un muntatge de reflux en el qual hom ha intercalat una peça dissenyada convenientment perquè s'hi efectuï l'extracció d'un líquid per un solvent més lleuger o més pesant.